# Челано
Челано (итал. Celano) је насеље у Италији у округу Л'Аквила, региону Абруцо.
Према процени из 2011. у насељу је живело 9966 становника. Насеље се налази на надморској висини од 742 м.

## Географија
| Клима (Челано)             | Клима (Челано) | Клима (Челано) | Клима (Челано) | Клима (Челано) | Клима (Челано) | Клима (Челано) | Клима (Челано) | Клима (Челано) | Клима (Челано) | Клима (Челано) | Клима (Челано) | Клима (Челано) | Клима (Челано) |
| Показатељ \ Месец          | .Јан.          | .Феб.          | .Мар.          | .Апр.          | .Мај.          | .Јун.          | .Јул.          | .Авг.          | .Сеп.          | .Окт.          | .Нов.          | .Дец.          | .Год.          |
| -------------------------- | -------------- | -------------- | -------------- | -------------- | -------------- | -------------- | -------------- | -------------- | -------------- | -------------- | -------------- | -------------- | -------------- |
| Средњи максимум, °C (°F)   | 6,6 (43,9)     | 9,2 (48,6)     | 13,1 (55,6)    | 16,7 (62,1)    | 22,0 (71,6)    | 26,0 (78,8)    | 29,1 (84,4)    | 29,0 (84,2)    | 24,7 (76,5)    | 18,8 (65,8)    | 12,2 (54)      | 7,3 (45,1)     | 29,1 (84,4)    |
| Средњи минимум, °C (°F)    | −3,5 (25,7)    | −2,5 (27,5)    | −0,4 (31,3)    | 2,5 (36,5)     | 6,1 (43)       | 9,0 (48,2)     | 10,3 (50,5)    | 9,8 (49,6)     | 7,2 (45)       | 3,8 (38,8)     | 0,9 (33,6)     | −2,0 (28,4)    | −3,5 (25,7)    |
| Количина падавина, mm (in) | 63 (24,8)      | 66 (26)        | 53 (20,9)      | 57 (22,4)      | 44 (17,3)      | 38 (15)        | 30 (11,8)      | 36 (14,2)      | 55 (21,7)      | 75 (29,5)      | 103 (40,6)     | 88 (34,6)      | 708 (278,8)    |
| [ тражи се извор ]         |                |                |                |                |                |                |                |                |                |                |                |                |                |

## Становништво
Према резултатима пописа становништва 2011. у општини је живело 10.828 становника.
| 1931. | 1936.  | 1951.  | 1961.  | 1971.  | 1981.  | 1991.  | 2001.  | 2011.  |
| ----- | ------ | ------ | ------ | ------ | ------ | ------ | ------ | ------ |
| 9.531 | 10.146 | 11.052 | 10.389 | 10.271 | 10.429 | 10.893 | 10.975 | 10.828 |

## Партнерски градови
- Зејтун
- Castelpoto
- Foglianise
- San Marco in Lamis